# Elly Joenara
Elly Joenara (Perfected Spelling: Elly Yunara; Stabilimenti dello Stretto, 3 novembre 1923 – Giacarta, 30 maggio 1992) è stata un'attrice e produttrice cinematografica indonesiana.

## Biografia
Elly Joenara nacque negli Stabilimenti dello Stretto (l'odierna Singapore) il 3 novembre 1923. Ebbe un'istruzione elementare che completò in una Hollandsch-Inlandsche, una scuola a conduzione olandese per studenti pribumi (nativi) nelle Indie orientali olandesi.
Debuttò come attrice in Pah Wongso Pendekar Boediman, un film poliziesco del 1940 prodotto e diretto da Jo Eng Sek per la sua Star Film, in cui interpretò Siti, la donna innamorata del protagonista, Mohamad Arief. Decise poi di rimanere fissa alla casa di produzione, prendendo parte a tutte le pellicole successive, ovvero Tjioeng Wanara, Lintah Darat e Ajah Berdosa. Nel 1942 probabilmente era passata alla Tan's Film di Tan Khoen Yauw, per Aladin dengan Lampu Wasiat.
Quando l'Impero del Giappone occupò le Indie nel marzo dello stesso anno, facendo chiudere tutti gli studi cinematografici (a parte uno), la lavorazione di Aladin dengan Lampu Wasiat venne bloccata; il film sarebbe potuto uscire soltanto nel 1950, dopo la fine dell'occupazione e della Guerra d'indipendenza indonesiana. Sotto i giapponesi, Yunara aveva ripiegato come molti colleghi sul teatro, passando da compagnia a compagnia (tra cui Warnasari, Matahari e Jawa Ehai). Inoltre dal 1949, quando gli olandesi riconobbero l'indipendenza della neo-repubblica d'Indonesia, risultava sposata con il manager teatrale (poi produttore cinematografico) Djamaluddin Malik.

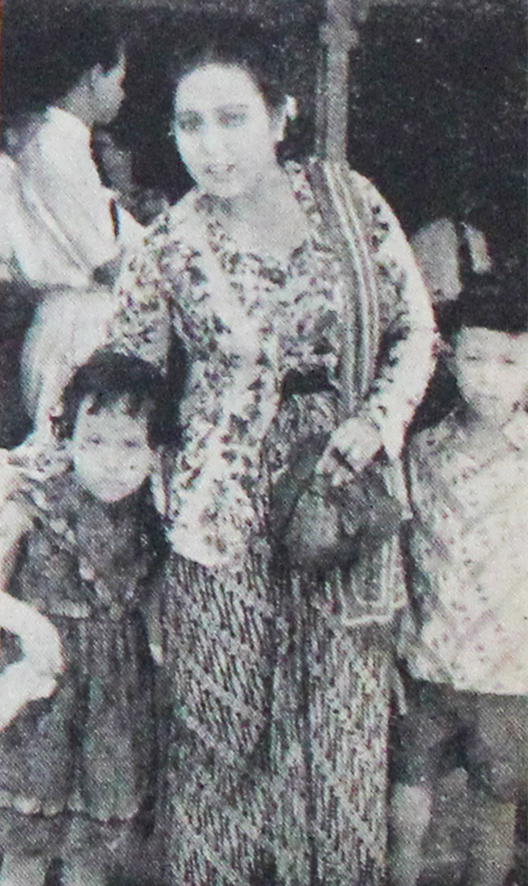
Yunara, con due dei suoi figli, nel 1954

Nel 1950 il marito fondò la sua casa di produzione, Persari. Yunara recitò in due sue pellicole, Si Mientje (1952) e Siapa Ajahku (1954), prima di concentrarsi sul management. Tuttavia, la maggior parte del tempo la spese come casalinga.
Djamaluddin morì l'8 giugno 1970 e l'attrice ben presto decise di aprire un suo studio cinematografico, il Remaja Ellyanda Film, e nel 1972 incominciò a produrre film, a partire da Malin Kundang. Diretto da D. Djajakusuma ed ispirato all'omonima favola malese, fu interpretato da Rano Karno e Putu Wijaya (nel ruolo di Malin Kundang, un giovane che dimentica le sue radici dopo aver speso la sua infanzia in mare). Proseguendo con Jembatan Merah (1973), Petualang Cilik (1977) e Halimun (1979), la compagnia realizzò anche due lungometraggi televisivi produced two non-feature films. Nel 1974 Yunara ricevette un premio dal Governatore di Giakarta Ali Sadikin per i suoi contributi al cinema.
Yunara morì a Giacarta il 30 maggio 1992.